# Marco Tadé
Marco Tadé (Locarno, 3 de diciembre de 1995) es un deportista suizo que compite en esquí acrobático. Ganó una medalla de bronce en el Campeonato Mundial de Esquí Acrobático de 2017, en la prueba de baches en paralelo.

## Medallero internacional
| Campeonato Mundial | Campeonato Mundial     | Campeonato Mundial | Campeonato Mundial |
| Año                | Lugar                  | Medalla            | Prueba             |
| ------------------ | ---------------------- | ------------------ | ------------------ |
| 2017               | Sierra Nevada (España) | Medalla de bronce  | Baches en paralelo |